# Santa Cruz de Chuca (distrito)
Santa Cruz de Chuca é um distrito do Peru, departamento de La Libertad, localizada na província de Santiago de Chuco.

## Transporte
O distrito de Santa Cruz de Chuca é servido pela seguinte rodovia:
- PE-3N, que liga o distrito de La Oroya (Região de Junín) à Puerto Vado Grande (Fronteira Equador-Peru) no distrito de Ayabaca (Região de Piura)  [1][2][3]